# Andrea Pininfarina
Andrea Pininfarina (Turín, 26 de junio de 1957 – 7 de agosto de 2008) fue un ingeniero y empresario italiano, CEO de la empresa de carrocerías Pininfarina, creada por su abuelo Battista "Pinin" Farina en 1930 y todavía controlado por su familia. Era hijo de Sergio Pininfarina y se casó con la aristócrata Cristina Maddalena Pellion di Persano, con el que tuvo tres hijos: Benedetta, Sergio y Luca.
En 1981, se graduó en el Politécnico de Turín como ingeniero mecánico y en 1982 encontró un empleo en la Fruehauf Corporation en los Estados Unidos. En 1983, se unió al proyecto familiar como director del proyecto  Cadillac Allanté en Pininfarina. En 1987, fue ascendido a director cogeneral de la compañía y en 1994, fue promocionado nuevamente a director general. En 2001, asumió la responsabilidad de CEO.  Pininfarina sirvió por poco tiempo como presidente del lobyy de Confindustria italiana antes de su muerte en 2008. En 2004, fue nombrado por Businessweek como uno de las "25 Estrellas de Europa" en la categoría de innovadores, mientras que en 2005 recibió el Premio Eurostar 2005 de The Automotive News Europe, concedido a los altos directivos que se han distinguido especialmente en los sectores empresariales cubiertos por sus respectivas empresas de automoción.
Pininfarina murió mientras conducía su Vespa cerca del cuartel general de la compañía en Cambiano a las afueras de Turin la mañana de 7 de agosto de 2008. Según el atestado policial, un conductor de 78 años maniobró desde una calle lateral alrededor de un camión estacionado y se detuvo directamente frente a Pininfarina.